# 野嶋紗己子
野嶋 紗己子（のじま さきこ、1996年6月13日 - ）は、元・毎日放送アナウンサー。2023年12月31日付で同局を退社してからは、株式会社PIVOT（ビジネス関連の動画コンテンツ制作会社）に「MC・プロデューサー」として参画。フリーアナウンサーとしても、イベント司会・討論モデレーター・ラジオ出演など幅広く活躍している。

## 経歴
愛知県名古屋市で出生した後に、1歳になる前に福岡県北九州市へ転居した。
明治学園中学校・高等学校から慶應義塾大学法学部法律学科へ進学。在学中には、国際経済法（主に日本の独占禁止法とアメリカの反トラスト法）を学んでいたという。
大学卒業後の2019年4月1日付で、清水麻椰と共にアナウンサーとして毎日放送へ入社した。ちなみに、この年に讀賣テレビ放送（毎日放送と同じ在阪民放局）へアナウンサーとして入社した佐藤佳奈とは年齢が同じで、出身学科での同級生にも当たる。
ニックネームは「のじ」「さきぽ」。毎日放送への入社後は、清水とのコンビ（または週替わり）でテレビ・ラジオ番組に登場する機会が多く、2019年9月から1年半にわたって出演していた『ちちんぷいぷい』（テレビの情報番組）では「しみのじ（清水と野嶋）の"のじ"（野嶋の方）」とも呼ばれている。2020年10月改編（9月26日）から2021年3月2日までは、同番組への出演と並行しながら、後枠番組の『ミント!』で月・火曜日本編のサブキャスターを担当していた。
ちなみに、テレビでは2021年3月29日から2023年9月27日まで『よんチャンTV』（『ちちんぷいぷい』『ミント!』の後継番組）で月 - 木曜日（2022年3月28日以降は月 - 水曜日）のサブキャスター、ラジオでは2021年4月2日から『MBSこども音楽コンクール』のパーソナリティなどを務めていた。しかし、「今までより深く学びたい分野に挑戦したい」との意向から、2023年12月31日付で毎日放送を退社。退社の前日（12月30日）に放送された『MBSこども音楽コンクール』が、「毎日放送アナウンサー」としての最後の出演番組になった。ちなみに、退社の直前までレギュラーで出演していたテレビ番組（『よんチャンTV』と『TOKIOテラス』）では、自身の役割を清水が継承。その一方で、毎日放送への在籍中に収録されたナレーションやラジオCMの音源の一部は、2024年に入ってからも放送されている。
本人は、毎日放送からの退社を機に再び上京したうえで、2024年1月から株式会社PIVOTに参画。「映像プロデューサー」という肩書で前年（2023年1月）から参画している国山ハセン（元・TBSテレビアナウンサー）と同様に、経済やビジネスに関する動画コンテンツでMCを務めながら、「プロデューサー」という肩書でコンテンツの企画・制作業務にも携わっている。経済・政治・ビジネスの最前線を対談取材し、PIVOTの’顔’として活躍している。

## 人物
- 身長154cm（2021年6月時点[5]）。
- 実父は空手6段で、自身も4歳から15年間にわたって、伝統派空手で型や組手の習得に励んだ。2008年に空手（個人組手）九州大会優勝、2011年に団体形で全国大会5位といった実績を持つ。
- 学生時代から洋楽を愛聴しているほか、気に入った洋楽の歌詞を自己流に和訳している。好きなアーティストはテイラー・スウィフトで、幼少期に母方の叔父母からミュージカル映画をよく見せられたことがきっかけで、洋楽の歌詞和訳を始めた。大学生時代には、洋楽の歌詞を自動で和訳できる翻訳アプリを自ら作成。その一方で、日本語の歌詞を現代風に考える目的で、自身が生まれる前（1970年代後半）に日本で流行した歌謡曲（桜田淳子やキャンディーズの楽曲など）や演歌もよく聴いているという[6]。
- 洋楽の歌詞和訳で湧いた英語への興味は、小学3年生の時に、両親へ「英会話の塾へ通わせて欲しい」と懇願するほど高まっていたという。両親は、「塾に通わせるより、家族ぐるみで英語を身に付けた方が良い」として、家族同士の会話に英語を使うことを勧めた。大学進学を機に実家を離れてからも、洋楽の歌詞和訳に加えて、家族間のやり取りに英語を用いたり、英語で日記を付けたりする習慣を続けていることを公言している[6]。
- 中学校へ入学した時点で辞書がなくても英語で日常会話をこなせるようになっていた[6]ため、入学後は英語圏へ留学することを目標に、英語のスピーチコンテストへ積極的に応募。高円宮杯全日本中学校英語弁論大会で、当時居住していた福岡県の代表に選ばれたこともある。
- 高校1年時に、交換留学生としてアメリカのテキサス州サンアントニオで生活していた。当時のニックネームは、ルー大柴に自身の苗字（野嶋）を重ねた「ルーノジマ」。
- 毎日放送への入社当初は、2020年アメリカ合衆国大統領選挙の現地取材を希望していた。同年2月には、『ちちんぷいぷい』3月20日（金曜日）放送分向けのノルマンディー（フランス）単独取材で、入社後初めての海外取材を経験。しかし、大統領選挙戦中盤の9月30日から『ミント!』月・火曜日のアシスタントに起用されたこともあって、選挙戦の現地取材は事実上見送られた。
- 毎日放送へ入社した2019年には、『ちちんぷいぷい』金曜日の企画で、「第37回サントリー1万人の第九」（12月1日に大阪城ホールで開催）に「1万人の第九合唱団」の一員として参加。アナウンサーとしての業務と並行しながら、「『第九』（交響曲第9番）の第四楽章でドイツ語の歌詞を暗譜で歌う」という人生初の課題に9月上旬から取り組んできた成果をソプラノパートで披露するかたわら、披露の前には場内アナウンスも担当した。前述したように英語には堪能であるが、ドイツ語については、「1万人の第九」向けのレッスンを始めるまで無縁であったという。その一方で、『ニュースなラヂオ』などの報道番組では、英語によるインタビューを任されている。

## 毎日放送アナウンサー時代の出演番組
- MBSニュース（テレビ・ラジオとも不定期で担当）
  - 同期入社の清水より2時間遅れて、2019年8月20日のラジオ版（『こんちわコンちゃんお昼ですょ!』内13時台）で「初鳴き」（番組デビュー）。同年の10月改編から1年間にわたって、清水と交互に、土曜深夜～日曜早朝の宿直勤務へ就いていた。2023年12月22日（金曜日）の午前11時台に放送された『JNN NEWS』内の関西ローカルパートをもって、テレビ・ラジオを通じての定時ニュースの担当を終了[7]。
  - テレビでは、阪神・淡路大震災が発災した1月17日の発災時刻（5:46）前後に関西ローカルで放送される震災関連の報道特別番組にも、入社1年目（2019年度＝2020年）と2年目（2020年度＝2021年）に出演。「震災を直接知らない（震災後に出生した）世代」の代表として、「阪神・淡路大震災　1．17のつどい」（神戸市の東遊園地で開かれる追悼行事）生中継の進行と事前取材を任されていた。

### テレビ
- ちちんぷいぷい
  - 自己紹介を兼ねて、2019年8月5日（月曜日）放送分で、清水と共にスタジオへ初登場。テレビ・ラジオを通じても初めての番組出演で、新人研修の模様に密着した映像も放送された。
  - 2019年8月23日（金曜日）放送分に、前述した「初鳴き」の紹介を兼ねて、清水とのコンビで再び出演した。その際に「1万人の第九合唱団」への参加を突然言い渡されたことから、同年9月から12月中旬まで、清水との隔週交代で「しみのじチャレンジ!ラララ♪ラン」（金曜日のエンディング間際に放送される期間限定コーナー）へ出演。野嶋は「ラララ♪」（「1万人の第九」における交響曲第9番第4楽章の暗譜合唱）担当のチャレンジャーとして、9月6日放送分から登場している。
  - 『ちちんぷいぷい　おかげさまで20歳～やりたいことをつめこんだヤバイ10日間スペシャル～』（放送開始20周年を記念したスペシャルウィークス）期間中の2019年10月18日（金曜日）放送分では、過去20年間で70回放送されてきた「山登り中継」の復活版（兵庫県養父市の「天滝」からの生中継）でリポーターを務めた。新人アナウンサーによる「山登り中継」のリポートは番組史上初めてで、野嶋による登山やテレビ番組の生中継リポートも初めてであった。レギュラー放送の再開後も、曜日を問わず、他の生中継企画やロケ取材企画でリポーターを随時担当。
  - 2020年4月改編からは、清水との共同名義による冠コーナーのレギュラー化（コーナー名は「しみのじ新発見!」）に伴って、水曜日に清水との隔週交代でレギュラー出演を再開。『ミント!』月・火曜日のアシスタントへ起用されてからも出演を続けていたが、『ちちんぷいぷい』自体が2021年3月12日で終了することに伴って、「しみのじ新発見!」には最終回の前週（2月24日放送分）まで出演（最終回の担当は清水）。
  - 放送最終週に当たる「フィナーレウィーク」（2021年3月8 - 12日）では、毎日放送の「これから」を担うアナウンサーの1人として、「あれから生中継」（入社前の放送で先輩アナウンサーが取材した人物や場所を改めて紹介する企画）のリポーター[8]に起用。「フィナーレウィーク」第1日（8日）の生中継リポートで、最後の出演を果たした。
- 痛快!明石家電視台
  - 2019年11月25日放送分の「実際どうなん!? MBSアナウンサー22人」に、新人アナウンサーとしての紹介を兼ねて、清水と共に初出演。明石家さんまや先輩アナウンサーなどが見守る前で、空手の型を披露した。
- NewsPicks×MBS（NewsPicksと毎日放送のコラボレーションによる特別番組で不定期放送）
  - 学生時代から経済への関心が強いことを背景に、2020年9月26日放送の第1弾（『NewsPicks×MBS　知りたい!深夜の経済バナシ』）から、MBS（毎日放送）を代表して進行を担当。
- サントリー1万人の第九（2020 - 2023年）
  - 2019年の第37回公演にコーラスで参加した後に、2020年の第38回公演[9]で、第37回の朗読ゲストだった粗品（霜降り明星）と共に司会へ抜擢。毎日放送のアナウンサーが入社2年目で司会を任される事例は、男性アナウンサーを含めても歴代最短であった。その後も、毎日放送からの退社直前（2023年の第41回公演）まで、3年連続で司会を担当[3]。毎日放送の制作で毎年の公演後（12月中）に放送されるダイジェスト番組には、TBSテレビ系列全28局の同時ネットへ移行した2022年12月17日（小瀧望とのコンビで司会を務めた第40回公演）放送分と、2023年12月16日（田中圭とのコンビで司会を務めた第41回公演）放送分に登場した。
  - 第九はじめてさんの挑戦（2019年12月20日の2:30 - 3:00に関西ローカルで放送）
    - 「1万人の第九」第37回公演の関連番組で、松浦景子（吉本新喜劇座員）・レイチェルと共に合唱へ初めて挑戦した模様を紹介。

  - 1万人の第九　ひろがるよろこび～ミライ合唱プロジェクト2023～（2023年12月28日の10:30 - 11:25に関西ローカルで放送）
    - 「1万人の第九」第41回公演の関連番組で、司会を務めたシーンの映像や、海外からの合唱参加者へのインタビュー（公演の前にリモート方式で収録）に英語で臨んでいた映像を毎日放送からの退社4日前に放送。放送上はこの番組をもって、「毎日放送アナウンサー」としてのテレビ出演を終了した。
- 池上彰のどーなる?ジャーナル（2020年・2021年、アシスタント）
  - 2020年1月1日放送分の『池上彰のどーなる?ジャーナル 令和初のお正月　2020年の“変わる”がわかる!』から担当。2014年から年に1回（年始）に放送されている『どーなる?ジャーナル』シリーズにおいて、毎日放送の女性および新人アナウンサーをアシスタントに起用した事例は、野嶋が初めてである。
  - 2022年には編成されなかったが、2023年9月までスタジオキャスター（「スタジオ担当」→「サブキャスター」）を務めていた『よんチャンTV』の月曜放送分では、同年の1月10日から池上を18時台にスタジオへ招いてのニュース解説・展望企画を不定期で実施している。
- コトノハ図鑑→「へぇ～のコトノハ」（不定期）
  - 所属する毎日放送アナウンサー室の企画で、2018年7月から2020年3月まで『コトノハ図鑑』（事前収録のレギュラー番組）として放送された後に、2020年4月改編から『ちちんぷいぷい』月・水曜日→水曜日のレギュラーコーナー「へぇ～のコトノハ」へ移行。水曜日には、「しみのじ新発見!」とセットで放送されていた。
  - 『コトノハ図鑑』には、2019年9月8日放送分のトークパート（毎日放送アナウンサー室の一角で収録）に清水とのコンビで登場したことを皮切りに、調査ロケやトークパートへ単独で随時出演。2019年3月29日の最終回では、最初で最後のナレーションを任された。
  - 『ちちんぷいぷい』の終了（2021年3月12日）に伴って「へぇ～のコトノハ」も終了するため、3月3日放送分での最終回（「関西以外の地方の若者にも流行りそうな関西弁」）では、先輩アナウンサーの上泉雄一と共に調査ロケ、単独でスタジオ報告を任された（直前に放送された「しみのじ新発見」の最終回は清水が担当）。
- ミント!
  - 2020年3月19日（金曜日）放送分の「ナゼトキ!」（17時台の調査ロケコーナー）で、笑い飯哲夫がリポートを担当している神社仏閣取材シリーズの青岸渡寺（和歌山県那智勝浦町）ロケのパートナーとして初出演。同年4月改編からは、笑い飯哲夫担当の「ナゼトキ!」ロケへ定期的に同行していた。また、同年9月18日までは、木・金曜日の16時台に放送される特集企画のリポーターを担当。当時辻沙穂里が同行していた「わざわざグルメ調査隊」（水曜日の18時台後半に放送）のロケにも、辻に代わって登場することがあった。
    - 2020年9月17日（木曜日）放送分の16時台にロケと生中継でリポートを担当した「（翌18日から発売される）JR西日本どこでもドアきっぷ（を利用することを想定した）大移動」（同社管内の路線で新幹線などの列車を乗り継ぎながら11時間で11府県・延べ1,428.8kmの距離を移動した企画）では、実家のある北九州市内の小倉駅で収録中に一時降車したことから、本人の事前連絡を受けて駅前で待ち受けていた両親もロケ映像に揃って登場した。

  - 『おうちにいようよ（→あしたのために） ちちんぷいぷい&ミント!』（新型コロナウイルスへの感染拡大防止策の一環で2020年4月20日から5月29日まで編成）では、上記のコーナーが放送されないため、木・金曜日の報道系特集で取材リポートを担当。
  - 2020年9月28日放送分から、月・火曜日に本編のアシスタントを担当。前週（24日）から「野嶋が見んと!」（先輩アナウンサーでMCの大吉洋平が全曜日で担ってきたロケ取材企画の木曜分）のリポートも任されているため、木曜日にも、「野嶋が見んと!」を放送する時間帯（17時台前半）のみ、取材報告でスタジオに出演している。前述した「ナゼトキ!」の寺社仏閣ロケシリーズへの出演も続けていたが、放送される金曜日にはスタジオに登場しなかった。
  - 2021年3月5日（金曜日）で本編の放送を終了することに伴って、「野嶋が見んと!」については2月26日、「ナゼトキ!」については2月27日、アシスタントについては3月2日（火曜日）放送分まで担当。
- MBS開局70周年特別番組　関西M（めっちゃ）B（ビックリ）S（知らんかったわ～）万博（2022年1月22日）
  - 本来は『土曜のよんチャンTV』を編成している時間帯（14:30 - 17:00）に放送された事前収録番組で、放送時点での現職アナウンサーを代表して清水と共にアシスタントを担当。
- よんチャンTV（2021年3月29日 -  2023年9月27日）
  - 前身番組に当たる『ちちんぷいぷい』『ミント!』からの続投扱いで、月 - 木曜日（2021年度のみ）→ 月 - 水曜日（2022年4 - 9月）→ 月・火曜日（2022年10月 - 2023年1月）→ 月 - 水曜日（2023年2月以降）に「スタジオ担当」（2023年4月以降の呼称は「サブキャスター」）としてレギュラー出演。
    - 2023年3月までは、担当以外の平日にも、報道・情報系の取材リポートで定期的に登場。同年2月24日（金曜日）には、毎日放送本社M館1階のエントランスからの生中継リポートを任されていた時間帯（関西ローカルパート内の17時台後半）に、大学の同級生である佐藤が「読売テレビからのゲスト」としてスタジオへ出演した[2]。佐藤の出演は同月26日開催の第11回大阪マラソン（自身の先輩アナウンサーでメインパーソナリティの河田直也と共に「一般の部」でフルマラソンに初挑戦）のPRを兼ねていた[10]が、出演中には生中継を通じて佐藤とのクロストークも実現した。
    - 2023年4月から木曜日の「サブキャスター」に起用されていた前田春香が、発声の不調に伴う治療を目的に同年5月第2週から長期の休養に入ったことを受けて、5月11日から8月31日までは木曜日にもサブキャスターを暫定的に務めていた。前田が復帰した2023年9月第1週の放送から月 - 水曜日の担当に戻っていたが、同月27日（水曜日）放送分の担当をもってレギュラー出演を終了。
- TOKIOテラス（TOKIOの国分太一が起業家と対談する番組） - アシスタント
  - 日曜深夜の月1回放送時代（2021年4月 - 2023年3月）の初期に、同期の清水・先輩アナウンサーの玉巻映美と月替わりで出演。自身は、2021年5月24日放送分から担当していた。途中からは清水が毎回出演していたが、放送枠が毎週土曜日の早朝（6:00 - 6:30）に設定された2023年5月6日放送分から再び登場。毎日放送からの退社前週（2023年12月23日）の放送分をもって、アシスタントを再び退いた。
- MBS NEWS DIG（2023年5月6日 - 12月24日） - ナビゲーター
  - 毎日放送が運営する同名の関西ローカルニュース配信サイトから、直近の1週間におけるアクセスランキングの上位10項目と、ランキング以外で注目したいニュース特集（1項目）の概要を『MBS NEWS』や『よんチャンTV』での放送済み映像と合わせて紹介する番組。『TOKIOテラス』の直前（毎週土曜日5:45 - 6:00）に編成されていることから、放送上はこの番組から2番組連続で出演していた。なお、当初はナレーションのみ担当していたが、途中からは顔出しによる進行も担当。
  - 番組の開始当初は、「TBS NEWS DIG」（毎日放送からは全国向けのニュースのみ提供）のスマートフォン向けアプリの機能を河田直也・前田春香（いずれも同僚アナウンサーで番組開始の時点では『よんチャンTV』で共演）と揃って紹介するCM（同番組のスタジオセットで収録した映像）を冒頭に放送。2023年10月からは、第1週を除く日曜日の早朝（6:00 - 6:15）に再放送を実施している。
- 三度の飯よりアレが好き!（不定期）
  - 放送期間（2022年度）において毎日放送での社歴が5年目以下（自身と清水は4年目）のアナウンサーが、スタジオMCやロケリポートを交互に担当していた番組。
- 関西人の本音をお届け! ぶっちゃけツッコミ劇場（2023年6月28日・9月20日、いずれも水曜日の20:00 - 22:00に関西ローカルで放送） - アシスタント

この他にも、神戸コレクション（毎日放送が主催するファッションイベント）のMCを2021年度に担当。2019年9月から2020年10月までは、放送予定のテレビ番組を紹介する関西ローカル向けスポットCMのオープニング映像にも、単独（または清水とのコンビ）で登場していた。

### ラジオ
- あどりぶラヂオ
  - 2019年10月15日以降の水曜未明放送分で、自己紹介を兼ねて、清水と交互に一部のパートを事前収録のモノローグ方式で30分間進行。2020年1月4日未明放送分からは、全編のパーソナリティも随時担当していた。この番組への出演によって、2019年度のアノンシスト賞で新人奨励賞を受賞[11]。
- ばんぱく宣言 われら21世紀少年団（2019年11月1日 - 2023年9月）
  - 同期入社の清水、1年先輩（2018年入社）の三ツ廣政輝などと共にパーソナリティを担当。MBSラジオでは初めてのレギュラー番組であった。
- Radiotalkプレゼンツ 新しいラジオ（2020年1月3日の15:05 - 17:35に放送）
- 笑い飯哲夫の明るく楽しい歴史ウォーク～大阪・千日前と京都・寺町をタイムトラベル～（2020年3月21日）
  - 同日に出演する予定だった第40回ラジオウォークが、日本国内における新型コロナウイルスへの感染拡大の影響で中止されたことに伴って、ラジオウォークの同時生中継を想定していた時間帯の一部（14:30 - 16:00）に急遽編成された事前収録番組。放送上は、前日（3月20日）の『ミント!』に続いて、笑い飯哲夫のパートナーを務めた。
- MBSこども音楽コンクール（2020年4月4日 - 2023年12月30日）
  - MBSラジオ制作分の歴代パーソナリティで最も長く（8年間）担当していた先輩アナウンサー・福本晋悟（2022年7月1日付でマーケティング・PR部へ異動）の後任として、ラジオ番組では初めて、レギュラーパーソナリティを単独で担当[12]。オープニングとエンディングでは、放送日に設けられているさまざまな記念日から1つのテーマに、人生で経験したことや日常生活で実践していることを随時話している。なお、パーソナリティと（MBSラジオが主催する）「西日本優秀校発表音楽会」の司会については、毎日放送からの退社直前（2023年12月）まで継続。
  - 「Mラジ」（MBSラジオ）が新日本放送時代の1953年にこども音楽コンクールを始めてから2023年で70年目を迎えことを背景に、2022年から年に1回のペースで編成されている『Mラジ こどもスマイル学園×こども音楽コンクール』（SDGsに関連した自社制作のレギュラー番組『Mラジこどもスマイル!』とのコラボレーションによる生放送の特別番組）にも、同年と2023年に出演。放送年度のコンクールに「西日本A地区」（MBSラジオの放送対象地域である近畿広域圏と隣接地域の徳島県）から出場していた小学校から3校の吹奏楽部・合唱部の生徒による演奏・合唱パートの進行を「ちゃぷらステージ」（毎日放送本社M館1階のオープンスペース）で任されている。ちなみに、『こどもスマイル学園』は土曜日の午後（事前収録番組である『MBSこども音楽コンクール』の前）に編成されているため、『こどもスマイル学園』の放送日には放送上2番組にわたって出演。
- MBSベースボールパーク プレミアムチャンネル 土曜日第1部「今夜は藪恵壹／亀山つとむがヤル!」（2020年度のナイターオフ期間限定番組）
  - 編成上は『こども音楽コンクール』の後枠番組で、19時台に放送される「おっさんでも分かるブルペンデー的若者ワード」にのみ、「若者ワード」（バズワード）を「おっさん」（藪／亀山および当時の先輩アナウンサーだった仙田和吉）に出題する「天の声」として出演。放送上は、藪・亀山・仙田を「おい、おっさん!」と挑発した声や、先輩アナウンサーの金山泉に似た口調で「サイコー!」（金山がB'zの稲葉浩志にちなんで放送などで連呼するフレーズ）と叫んだ声の収録音源が頻繁に流されていた。
- 土曜 de R。（RKBラジオ）
  - 2020年11月28日放送分の「フーテンのたまさん」（他局の女性アナウンサーが「マドンナ」として電話で出演する14時台のコーナー）に、「3代目マドンナ」として出演[13]。
- 新・りえ○のトレンドジャンキー（2021年1月から2022年1月まで毎週日曜日の深夜に放送） - リポーターとして不定期で出演
- 松井愛のすこ〜し愛して♥（不定期） 
  - 通常は、シフト勤務の一環で、番組内の『MBSニュース』を随時担当。2022年11月10日・17日（いずれも木曜日）放送分では、全編のパーソナリティ代理を務めた。先輩アナウンサーでもある松井愛が胆石症の入院加療に専念していたことに伴う代演で、パーソナリティ代理を立てる回の通例に沿って、代演した回は『野嶋紗己子のすこ～し愛して♥』というタイトルで放送された。
- ポチっとMini枠
  - 本来は「夕方もポチっとMラジ」月 - 木曜分の16時台終盤（16:53 - 17:00）に内包されている事前収録のコーナーで、主に毎日放送の現職アナウンサーから1名が週替わりでパーソナリティを担当。自身は、2023年5月第1週の放送分（同月1 - 4日＝祝日に当たる3・4日のみ単独番組として編成）に出演した。
- コトノハ
  - 「コトノハ」（言葉）にこだわった毎日放送アナウンサー室制作の事前収録番組で、2021年10月4日から『ばんぱく宣言』の後枠（2023年9月25日までは毎週月曜日21:45 - 22:00 → 同年10月2日以降は21:30 - 21:45）に放送。
  - 毎日放送からの退社に伴って最後に出演した2023年12月11日放送分では、同局への入社試験からの思い出を清水と共に振り返る企画を、「しみのじコンビ　この5年を振り返って」と銘打って放送[14]。清水曰く「2人だけのフリートークがラジオで放送されることは、この企画が最初で最後だった」とのことで、自身は清水に対して「私たちは（2024年から）肩書が変わっても一心同体。（プライベートでは）『しみのじ』（コンビ）を解消するつもりは一切ない」と明言していた[15]。
  - 2023年9月18日から3週にわたって放送された『二十四の瞳』（壺井栄の小説に基づくラジオドラマ）では、全編のナレーションを担当。毎日放送退社後の2024年4月には、この作品の再放送が8日から3週連続で実施されたことによって、野嶋の声がMBSラジオから改めて流れていた。ちなみに、この作品で主役（「おなご先生」こと大石先生役）を務めていた関岡香（野嶋の在職中の上司で当時は「シニアアナウンサー」）は、毎日放送正社員としての定年（60歳）を同月に迎えている（翌5月以降も嘱託扱いの「シニアスタッフ」として在籍）。
- ミッツ・マングローブのかしこラジオ（2023年12月7日）
  - MBSラジオが2023年度のナイターオフ期間に新設した「不惑のMラジ」木曜枠の生放送番組で、毎日放送のアナウンサーから1名が週替わりで務める「パートナー」を、退社の直前に1回だけ担当。

以下の番組にはいずれも、清水と揃って出演。
- 9月6日はMBSラジオの日 ～ 飛びだせ!PR大作戦～（2019年9月6日）
  - 9月6日が日本記念日協会から「MBSラジオの日」に認定されていることにちなんだ長時間（10:30 - 17:43）の生放送番組で、「新人アナ清水麻椰と野嶋紗己子!はじめての中継でPR大作戦!」の中継リポーターを担当。生中継でのリポートはテレビ番組を含めても初めてで、中継の合間には、同日から始まった「しみのじチャレンジ!ラララ♪ラン」向けの報告で『ちちんぷいぷい』のスタジオにも登場した。
- ヤングタウン日曜日（2019年10月6日）
- 茶屋町ヤマヒロ会議（2019年10月13日）
- 上泉雄一のええなぁ!（2019年11月25日）
  - 月曜日の「知ってええなぁ!ちなみNEWS」「日本全国留守電大賞」「週刊カネスポ」へ出演している先輩アナウンサー・藤林温子の休暇に伴って、清水と共に以上3コーナーに登場。「日本全国留守電大賞」以外のコーナーでは、清水と交互に進行役を務めた。

以下はいずれも、先輩アナウンサーの福島暢啓がパーソナリティを務める冠番組。
- 福島のぶひろの大新年会!おめでとう日本!（2020年1月1日）
  - 放送時間の一部が『池上彰のどーなる?ジャーナル』と重複していたが、「しみのじラジオ」と称して清水と2人だけでフリートークを展開するなど、同番組の放送前まで一部のパートに出演。
- 次は〜新福島!＝第4章・冬将軍＝水曜日（2021年2月10日）
  - 『ちちんぷいぷい』の15時台で「しみのじ新発見!」のスタジオ報告を終えてから、「皆の者、将軍にシタってちょーだい!」（20時台のゲストコーナー）に出演。

2020年6月からは一時、入社前（2014年10月）から放送されているECCの時報CMのうち、一部の時間帯（平日16時台など）で流れるバージョンで英語を交えたアナウンスを担当。MBSラジオが朝日放送ラジオ・ラジオ大阪と共同で運営していた京都中継局の廃局（2023年9月30日）に際しては、同局からの放送の終了と廃局後の対応をリスナーに知らせる目的で収録されたアナウンス音源が、廃局の前月（8月）から当日までスポットCM枠で随時放送されていた。

## 連載記事
- 『スポーツニッポン』大阪本社発行版「しみのじのふたりごと」（2020年4月から1年間にわたって月に1回のペースで掲載） - 初回のみ清水と揃って、第2回（2020年5月）からは単独で偶数月（実際には6月分の第3回から2021年2月の第11回まで）の掲載分を担当。